# Geraldo de Braga
São Geraldo, padroeiro da cidade de Braga, nasceu na Gasconha, de uma família nobre, professou entre os beneditinos do mosteiro clunisino de Moissac, onde desempenhou os cargos de bibliotecário, mestre dos oblatos e cantor, e depois foi arcebispo de Braga, tendo falecido em 1108.

## História
O bispo Bernardo de Toledo conseguiu levá-lo para a sua catedral para aí exercer as funções de mestre e de cantor.
Geraldo foi nomeado bispo de Braga em 3 de julho de 1095, durante o pontificado de Papa Urbano II, e recebeu a ordenação episcopal em março de 1096, no Mosteiro de San Benito de Sahagún, León, pelo arcebispo Bernardo de Toledo.
Em 1100, viajou a Roma para obter do Papa Pascoal II a dignidade metropolítica para a Sé de Braga a título definitivo. A autonomia eclesiástica de Braga seria o prenúncio da independência do Condado Portucalense.
Em 1103, dirigiu-se novamente a Roma, obtendo confirmação da juridisção sobre todas as dioceses da Galiza - Astorga, Mondoñedo, Ourense e Tui - e ainda, em Portugal, sobre o Porto, Coimbra, Lamego e Viseu.
Teve um governo curto, mas intenso, em que levou a efeito um conjunto de reformas ao nível eclesiástico, moral e administrativo, reorganizando a escola da catedral e o cabido, continuando as obras da Sé, recuperando bens eclesiásticos usurpados e reformando o culto e a liturgia com a introdução do rito romano, conseguindo ultrapassar os focos de resistência anti-romana na sua diocese.
Morreu em 5 de Dezembro de 1108 em Bornes de Aguiar, concelho de Vila Pouca de Aguiar, estando sepultado na Capela de São Geraldo, na Sé Catedral de Braga.
Sucedeu-lhe Maurício Burdino, personalidade porventura mais maleável, já que durante o exercício das suas funções não se verificaram conflitos graves com os seus diocesanos de Coimbra e Braga.